# Westfriesische Sprache
Die westfriesische Sprache (Eigenbezeichnung (Westerlauwersk) Frysk) ist eine in der niederländischen Provinz Friesland (westfriesisch Fryslân) von etwa 350.000 Menschen gesprochene westgermanische Sprache innerhalb Frieslands. Das Westfriesische hat den Status einer zweiten Amtssprache. Die Mehrheit der Bewohner der Provinz Friesland spricht Westfriesisch, allerdings ist trotz zweisprachiger Schulerziehung die friesische Alphabetisierungsrate gering.
Die Bezeichnung Westerlauwersk bezieht sich auf die historische Sprachgrenze entlang der Lauwers, die es vom Ostfriesischen trennte.

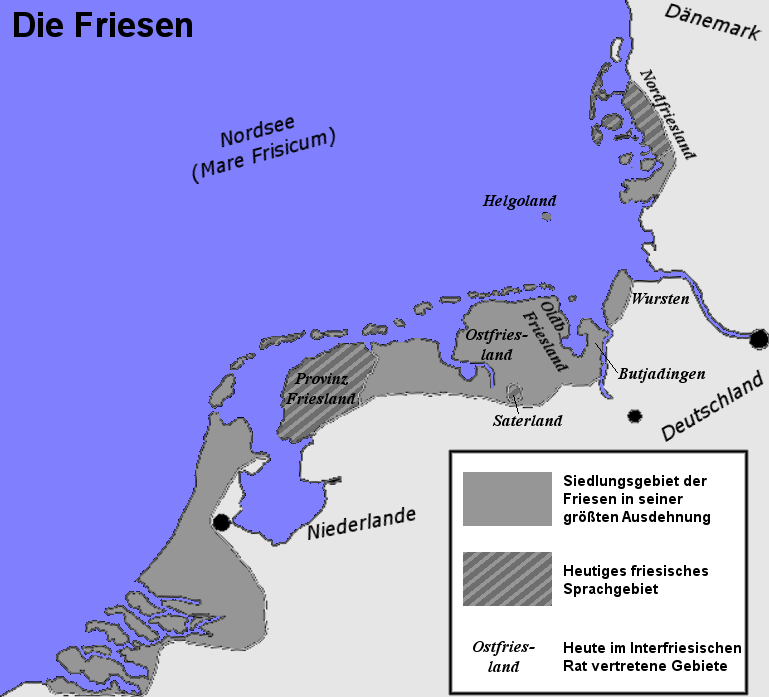
Historisches und heutiges Siedlungsgebiet der Friesen

## Geschichte

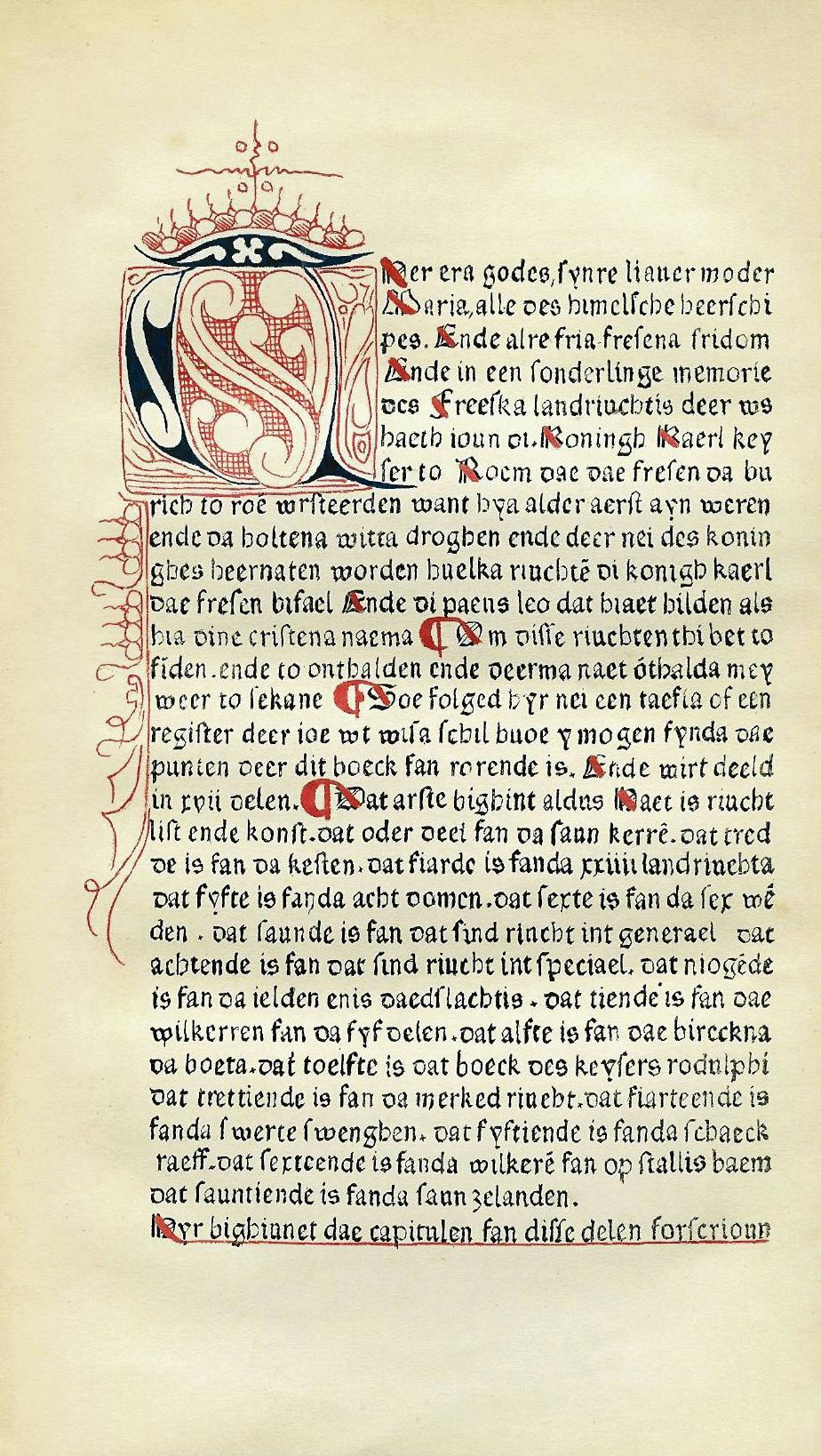
Die erste Seite des Freeska Landriucht war das erste Buch in (alt)friesischer Sprache und wurde 1485 veröffentlicht.

### Nordseegermanisch
Um 500 n. Chr. verbreiteten sich unter bestimmten südgermanischen Varietäten im Nordseegebiet ähnliche sprachliche Eigenarten, die „Nordseegermanismen“ oder „Ingwäonismen“ genannt werden. Aus dieser nordseegermanischen Sprachgruppe entstanden später das Altenglische, Altsächsische (Altniederdeutsch) und das Altfriesische.

### Altfriesisch
Nach der Christianisierung war Friesland ein entlegener Winkel des Fränkischen Reiches. Die Gewalt des Kaisers spürten die Friesen kaum. 1165 verteilte der Kaiser des Heiligen Römischen Reiches Friesland unter den Bischof von Utrecht und den Grafen von Holland. Keiner dieser Landesherren konnte ihre Gewalt dauerhaft ausüben. Im Spätmittelalter war das Friesische in den friesischen Ländern zwischen Vlie und Weser die Verwaltungssprache. Die Sprache, die man im Spätmittelalter sprach, war Altfriesisch.
1233 besuchte der Graf von Holland zum letzten Mal Friesland, um dort seine landesherrlichen Rechte auszuüben. Der Bischof von Utrecht hatte das schon zuvor aufgegeben. Damit brach definitiv die Zeit der friesischen Freiheit an. Friesland verwaltete sich selbst, auch wenn Friesland weiterhin dem Heiligen Römischen Reich angehörte. 1345 versuchte der holländische Graf Wilhelm IV. erneut die Gewalt zu erzwingen. Der Überlieferung nach soll es in der Schlacht bei Warns einen blutigen Kampf gegeben haben, bei dem der Graf starb. Die Sprache der Behörden und der richterlichen Gewalt blieb Friesisch. Aus dieser Zeit sind viele friesischsprachige Urkunden und Gesetzbücher erhalten geblieben.
In der Zeit der friesischen Freiheit gab es in Friesland keine starke Zentralgewalt. Trotzdem blühte die Wirtschaft auf Grund des intensiven Handels, u. a. mit den Staaten an der Ostsee und Russland. Die friesischen elf Städte verdanken ihren Ruhm u. a. dem Verfall der Hanse. Es war eine Zeit der Prosperität, bis etwa 1400 Parteienkämpfe ausbrachen. Im Zusammenhang mit diesen Kämpfen zwischen den so genannten Schieringern und Fettkäufern wurde schließlich die Hilfe von Albrecht, dem Herzog von Sachsen, gefragt. Im Jahr 1498 übernahm er die Gewalt in großen Teilen der friesischen Ländern. Damit fanden der interne Krieg und die friesische Freiheit ein Ende. Albrecht von Sachsen setzte viele nicht-friesische Verwalter ein. Damit verschwand das Altfriesische allmählich als Verwaltungssprache. Bis etwa 1530 wurden amtliche Dokumente in friesischer Sprache abgefasst.

### Mittelfriesisch

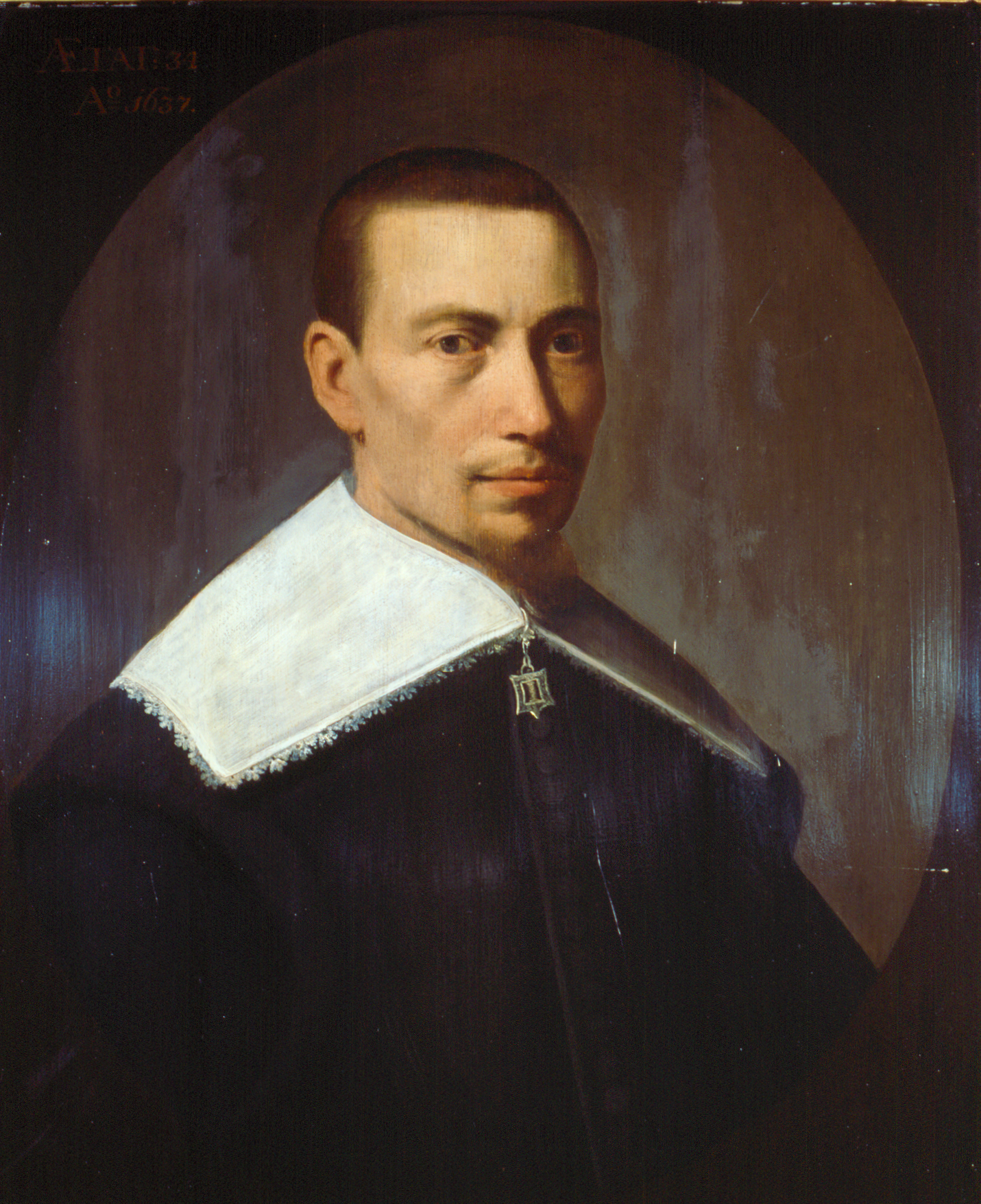
Gysbert Japicx, der bekannteste friesischsprachige Schriftsteller des 17. Jahrhunderts.

Ab dem Jahre 1550 fängt die Zeit des Mittelfriesischen an.
1514 verkaufte Albrecht von Sachsen Fryslân an Karl V. Im Jahr 1579 entzogen die Niederlande, einschließlich Fryslân, sich der Gewalt seines Sohnes Philipps II., und von diesem Zeitpunkt an waren die Niederlande unter dem Namen Republik der Sieben Vereinigten Provinzen politisch selbständig. Während des Achtzigjährigen Krieges war Fryslân eine der Sieben Provinzen. Im 16. und 17. Jahrhundert waren die Verwalter in Fryslân wieder vorwiegend Friesen. Die niederländische Sprache, die schon seit dem 16. Jahrhundert als Verwaltungssprache galt, wurde allerdings immer wichtiger. In dieser Zeit war das Niederländische die Verwaltungssprache, Friesisch war auf dem Land eindeutig die Umgangssprache.
Der Bürgermeistersohn und Volksschullehrer Gysbert Japicx bewirkte, dass das Friesische wieder einen hohen Stellenwert in der Kultur bekam. Aufgrund seines umfangreichen und bemerkenswerten Œuvres gilt er als Gründer der friesischen Literatur. Im 18. Jahrhundert änderte sich die Situation kaum, es gab einige Verkaufsschlager, aber keine großen Schriftsteller.

### Neufriesisch
Das Friesische, das nach 1800 geschrieben und gesprochen wird, heißt Neufriesisch.
Fryslân war im 19. Jahrhundert eine Provinz der Niederlande, in der das Niederländische die einzige offizielle Amtssprache war. Schulen wurde geraten, das Friesische nicht zu dulden. Im Züge der Romantik entstand eine friesische Sprachbewegung, welche die Sprache vor dem Untergang zu retten versuchte und Anerkennung anstrebte. Neue friesische Schriftsteller kamen auf, wie die Brüder Halbertsma: Joost Hiddes, Tsjalling und Eeltsje regten die friesische Bevölkerung an, in der eigenen Sprache zu lesen und zu singen. Im 19. Jahrhundert wurden die Sprachgesellschaften Frysk Genoatskip  (1827) und Ald Selskip (1844) gegründet. 1908 wurde eine Sprachgesellschaft mit einer christlichen Identität namens Kristlik Frysk Selskip gegründet. Eine Gruppe von Friesen, die der Konservatismus von „Ald Selskip“ störte, gründete 1915 die Gesellschaft Jongfryske Mienskip, die sich auf die Sprache der Behörden und der richterlichen Gewalt konzentrierte.
1907 führte die Provinzverwaltung zum ersten Mal eine Subvention für das Friesische in der Schule ein. Der Unterricht durfte jedoch nur nach der Schulzeit gegeben werden. Hunderte von Friesen protestierten jedoch ständig, bis 1937 das Friesische ein Wahlfach wurde.

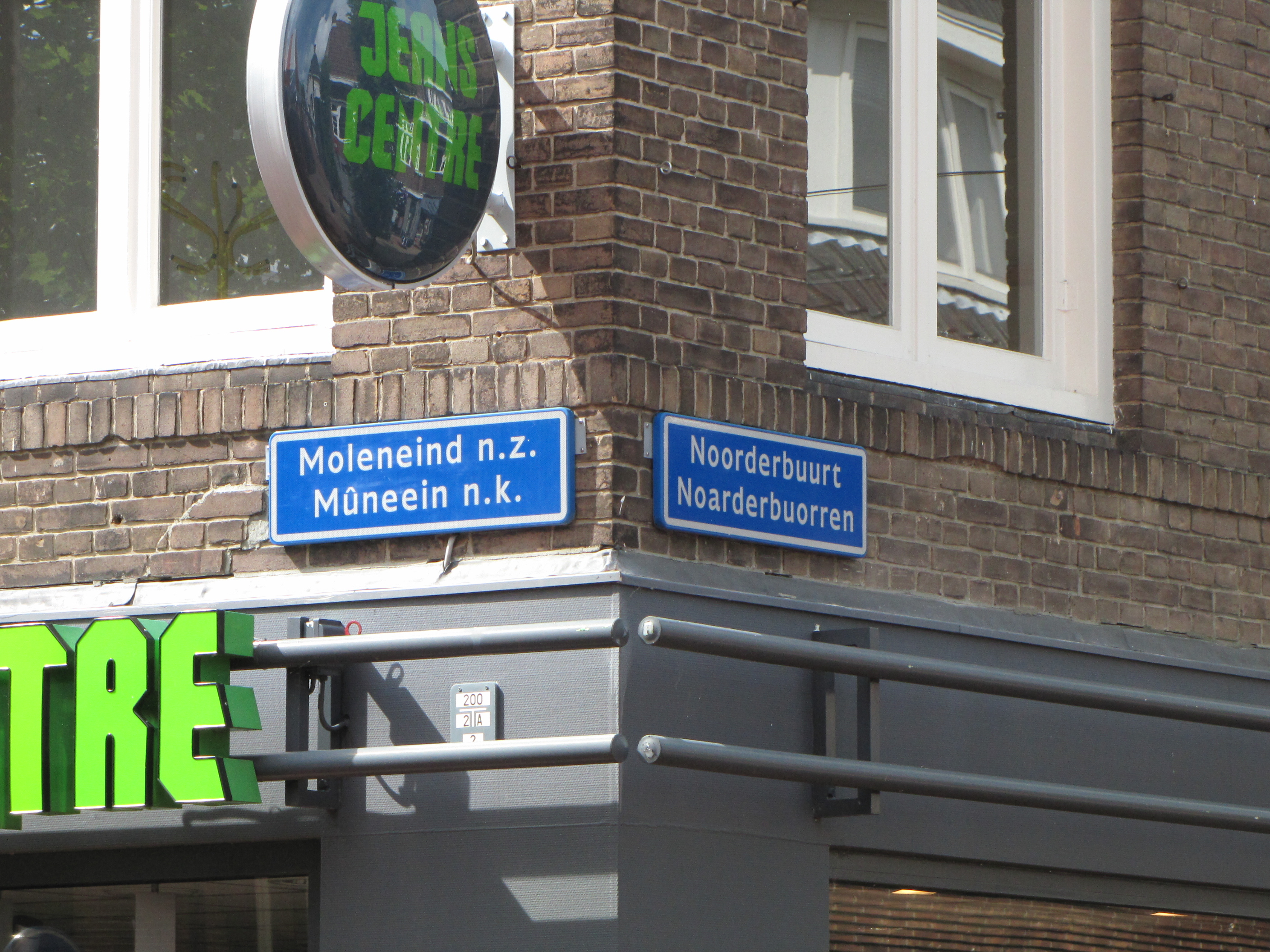
Zweisprachige Straßennamen in Drachten, Provinz Fryslân

Im Jahr 1915 wurde zum ersten Mal ein Gottesdienst im Friesischen abgehalten, und 1943 erschien die erste friesische Bibelübersetzung. Das Amateurtheater blühte bereits seit Jahren in und außerhalb Fryslâns, mit ursprünglich friesischen und übersetzten Bühnenstücken. Friesische Lieder wurden komponiert und von den vielen friesischen Sängerchören gesungen. Gesellschaften wie Jongfryske Mienskip und Zeitschriften wie De Tsjerne (1946) stimulierten die Literatur. Für den Erwachsenenunterricht und die Entwicklung von Unterrichtsmaterialien für Kinder wurde 1928 die Kommission Afûk gegründet. 1938 wurde ein Forschungsinstitut gegründet, das sich mit der friesischen Sprache und Kultur befasste: die Fryske Akademy (1938).
Die friesische Bewegung gewann nach 1945 weiter Gestalt. Es entstanden allerhand Gruppen und Organisationen, die auf die direkte oder indirekte Förderung des Friesischen ausgerichtet waren. Dabei wurde ein offizieller Status für das Friesische im öffentlichen Leben angestrebt. Ein wichtiges Ereignis in der Nachkriegszeit war Kneppelfreed. In den Wochen nach Kneppelfreed besuchten drei Minister Fryslân, und auf Antrag der niederländischen Zweiten Kammer wurden zwei Untersuchungsausschüsse gegründet, einer für Bildung und einer für Justiz. Das führte dazu, dass Friesisch ab 1955 als Unterrichtssprache zugelassen wurde. 1956 wurde das Recht, vor Gericht Friesisch zu sprechen, gesetzlich festgelegt. Das Recht, sich im Gericht auch schriftlich der friesischen Sprache zu bedienen, wurde 1995 gesetzlich festgelegt. Seit 1997 werden alle Personenstandsurkunden zweisprachig abgefasst. Seit 2001 können Notariatsurkunden von Stiftungen, Verbänden und Vereinen ebenfalls im Friesischen abgefasst und in die öffentlichen Register eingetragen werden. Damit wurde das Friesische die zweite Staatssprache in den Niederlanden.

### Entwicklung der Standardsprache
Nach dem Mittelalter wurde das Friesische zunächst kaum noch als Schriftsprache verwendet. Der Dichter Gysbert Japicx schrieb im 17. Jahrhundert in einer von ihm persönlich entwickelten Rechtschreibung, die stark vom Altfriesischen abwich.

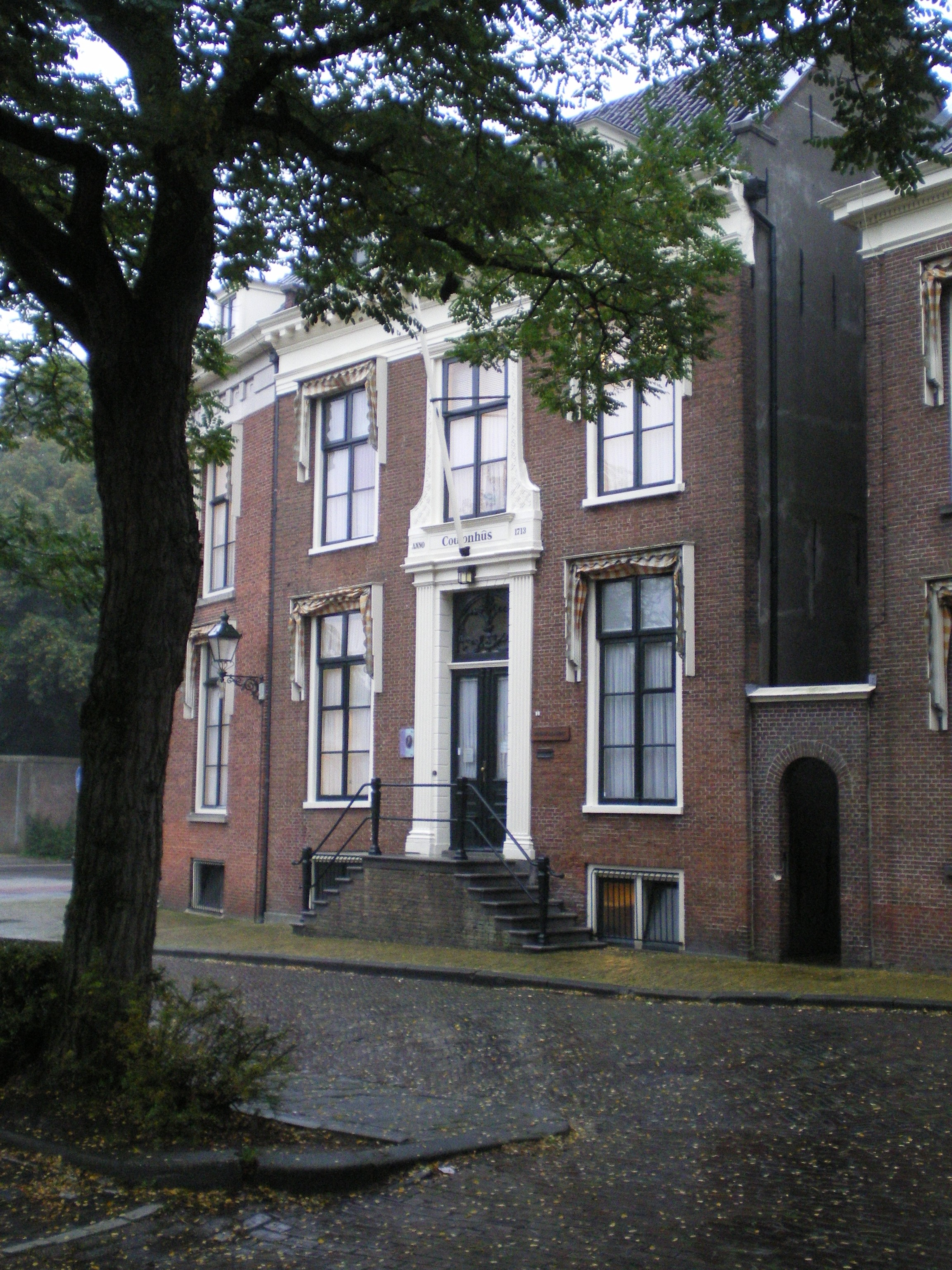
Das Coulonhûs, Sitz der Fryske Akademy.

Als das Friesische im 19. Jahrhundert wieder vermehrt als Schriftsprache Verwendung fand, gab es keine einheitliche Rechtschreibung. Man orientierte sich stattdessen häufig an den orthografischen Grundsätzen von Japicxs. Im Jahr 1834 präsentierte Justus Hiddes Halbertsma die von ihm entwickelte Rechtschreibung des Westfriesischen, welche er in einem Buch mit der Japicx-Orthografie verglich. Vom Verein Selskip foar Fryske Taal- en Skriftekennisse (kurz: Selskip 1844) wurde in der Mitte des 19. Jahrhunderts ein Ausschuss gebildet, der eine einheitliche Rechtschreibung entwickeln sollte. Im Jahr 1879 erschien schließlich die Publikation De Fryske Boekstavering, in hantlieding. Diese Rechtschreibregeln, die häufig als Selskipstavering (Gesellschaftsrechtschreibung) bezeichnet wurden, enthielten zahlreiche Elemente aus der Halbertsma-Orthografie und nahmen teilweise auch noch Anleihe am Altfriesischen.
Im Jahr 1945 wurde die Selskipstavering durch die Akademystavering (Akademierechtschreibung) ersetzt. Sie ist nach der Fryske Akademy benannt, die für diese Reform verantwortlich war. Zweck und Ziel der Rechtschreibreform war es, den Abstand zwischen geschriebener und gesprochener Sprache zu verringern. Die Schreibregeln wurden 1969 von der Provinzverwaltung amtlich festgelegt und damit zur offiziellen Rechtschreibung erhoben. Gleichzeitig beschloss das Parlament der Provinz Fryslân: „Die Feststellung der einheitlichen friesischen Rechtschreibung gehört zu den Befugnissen des Parlaments der Provinz Fryslân.“ Ein Ausschuss des Provinzparlaments entwickelte gemeinsam mit Sachverständigen der Fryske Akademy eine modernisierte Rechtschreibung. Der Ausschuss beendete diese Aufgabe im Jahr 1976 und nach Annahme durch das Parlament erlangten die neuen Regeln am 1. Januar 1980 Gültigkeit. Die neue Rechtschreibung bekam die Bezeichnung Steatestavering (Parlamentsrechtschreibung).
Die Standardisierung der westfriesischen Sprache konnte jedoch die unterschiedliche Schreibweise einzelner Wörter aufgrund der mundartlichen Varietät nicht vollständig unterbinden. Deswegen wurde 2011 die Fryske Akademy vom Provinzparlament beauftragt, eine Wörterliste (westfriesisch: foarkarswurdlist) zu entwickeln, um damit eine einheitliche Schreibweise dieser Wörter zu erzielen. Um diesen Auftrag umsetzen zu können, wurde eine neue Rechtschreibreform von der Fryske Akademy nachdrücklich empfohlen. Am 27. Januar 2015 beschloss das Provinzparlament, diese erneute Rechtschreibreform durchzuführen. Der Beschluss trat am 31. Januar 2015 in Kraft. Dabei handelte es sich allerdings nur um eine leichte Anpassung, da von 83.000 Wörtern der foarkarswurdlist nur 332 sich tatsächlich änderten.

## Verbreitung
Die meisten Sprecher des Westfriesischen wohnen in der Provinz Friesland in den Niederlanden. 1997 wurde der Provinzname vom Provinzparlament geändert und lautet seitdem offiziell Fryslân. Die Provinz Fryslân hat 643.000 Einwohner (2005); davon können 94 % Westfriesisch verstehen, 74 % sprechen, 75 % lesen und 27 % schreiben. Die Mehrheit der Einwohner der Provinz Fryslân, 55 % der Bevölkerung, bezeichnet das Westfriesische als Muttersprache. In der Provinz Fryslân wohnen etwa 120.000 Menschen, die das Friesische als Fremdsprache gelernt haben. Im Westen der Provinz Groningen gibt es zusätzlich etwa 4.000 bis 6.000 Sprecher des Westfrieschen in den Ortschaften Marum (westfriesisch: Mearum), De Wilp (De Wylp), und Opende (De Grinzer Pein). Als tägliche Umgangssprache wird Friesisch im Nordosten der Provinz Fryslân von etwa 80 Prozent der Bevölkerung verwendet (in den Gemeinden Ferwerderadiel, Dantumadiel, Dongeradiel, Kollumerlân, Achtkarspelen und Tytsjerksteradiel). In den Gemeinden Harlingen, Leeuwarden und Weststellingwerf wird das Friesische von etwa 20 bis 30 Prozent der Bevölkerung gesprochen. Heutzutage lebt eine beträchtliche Anzahl der Friesischsprachigen außerhalb der Provinz Fryslân. Am Ende des 19. Jahrhunderts und kurz nach dem Zweiten Weltkrieg gab es größere Auswanderungswellen. Zu diesen Zeiten zogen viele Friesen in andere niederländische Provinzen oder emigrierten in Länder wie z. B. die USA, Kanada, Australien oder Neuseeland. Außerhalb der Provinz existierten im Jahr 1976 ca. 300.000 weitere Sprecher.

## Dialekte

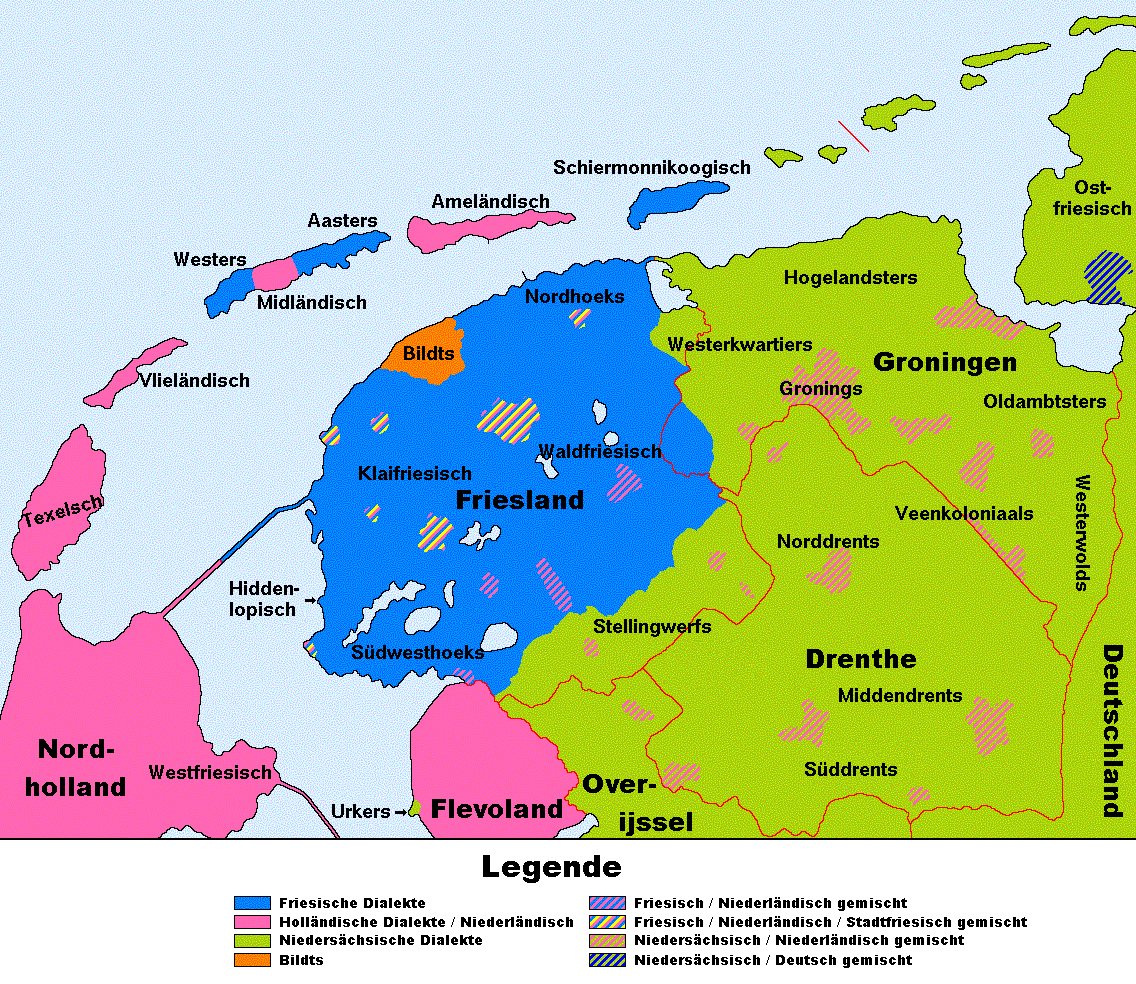
Traditionelle Verteilung der Sprachen in den Nordniederlanden

Man unterscheidet im Westfriesischen noch acht Dialekte. Davon gelten vier als Hauptdialekte, die großflächig und von vielen Tausend Menschen gesprochen werden. Die anderen vier werden nur lokal begrenzt verwendet und haben zusammen nur noch knapp 1000 Sprecher.
Die Hauptdialekte sind:
- Nordhoeks (im Nordosten der Provinz Friesland)
- Kleifriesisch (im Kleigebiet nordwestlich Leeuwarden)
- Waldfriesisch (im Gebiet der Fryske Wâlden im Südosten der Provinz Friesland und im angrenzenden Westerkwartier)
- Südwesthoeks (im Südwesten der Provinz Friesland)

Die kleinen Dialekte sind
- Hindeloopers (in Hindeloopen)
- Aasters
- Westers (auf Terschelling)
- Schiermonnikoogsisch (auf Schiermonnikoog)

Das Standardfriesische basiert auf den drei sich recht stark ähnelnden Dialekten Nordhoeks, Kleifriesisch und Waldfriesisch.

### Stadtfriesisch und andere verwandte Dialekte
In den größeren Städten der Provinz Fryslân wird das sogenannte Stadtfriesisch gesprochen. Es ist aus Sicht der Sprachwissenschaft kein Friesisch, hat aber starke westfriesische Einflüsse, insbesondere in der Grammatik. Das Stadtfriesische wird häufig mit den ebenfalls westfriesisch-niederländischen Mischdialekten Bildts, Ameländisch, Midländisch und Kollumerländisch zusammengefasst, die in der Provinz Fryslân gesprochen werden.

## Frisistik und Friesischunterricht
Auf akademischer Ebene gilt die Universität Groningen als die wichtigste Universität der Frisistik mit der westfriesischen Sprache als Schwerpunkt. An den Universitäten in Amsterdam und Leiden werden gelegentlich Friesischkurse als Neben- bzw. Wahlfächer angeboten. Auch an der frisistischen Abteilung an der Universität in Kiel ist das Westfriesische regelmäßig in der Lehre vertreten. In Leeuwarden besteht mit der Fryske Akademy seit 1938 eine wissenschaftliche Einrichtung für die Erforschung der friesischen Sprache. Die Lehrerausbildung Friesisch für die Sekundärstufe wird an der Noordelijke Hogeschool Leeuwarden angeboten. Für zukünftige Lehrer an den Grundschulen gibt es an der Stenden Hogeschool die dreisprachige Lehrerausbildung.
In der Provinz Fryslân gibt es einige gänzlich friesischsprachige Kindergärten und Kinderkrippen, dazu kommen etwa 120 zweisprachige Einrichtungen für die frühe Kinderbetreuung. 1980 wurde das Westfriesische Pflichtfach in den Grundschulen, 1993 wurde es Pflichtfach in der Mittelstufe. Zusätzlich gibt es seit 1996 die dreisprachigen Grundschulen und seit 2010 die dreisprachigen Sekundärschulen. In der Provinz Fryslân gab es 2013 etwa fünfzig dreisprachige Grundschulen, wo Friesisch, Niederländisch und auch Englisch als Unterrichtssprache verwendet werden. Im gleichen Jahr gab es drei dreisprachigen Sekundärschulen. In der Regel ist die Afûk zuständig für den Friesischunterricht für Erwachsenen.

## Sprachbeispiel
Allgemeine Erklärung der Menschenrechte, Artikel 1:
„Alle minsken wurde frij en gelyk yn weardigens en rjochten berne. Hja hawwe ferstân en gewisse meikrigen en hearre har foar inoar oer yn in geast fan bruorskip te hâlden en te dragen.“
Deutsch: Alle Menschen sind frei und gleich an Würde und Rechten geboren. Sie sind mit Vernunft und Gewissen begabt und sollen einander im Geist der Brüderlichkeit begegnen.

## Sachfremdes
Nächste Verwandte sind Saterfriesisch als einzig verbliebener Rest des Ostfriesischen mit ca. 2000 Sprechern im Saterland und Nordfriesisch mit ca. 10.000 Sprechern in Schleswig-Holstein. Zusammen bilden die drei Sprachen die friesische Sprachgruppe. Nächste verwandte Sprache ist das Englische, früher wurden Friesisch und Englisch häufig in einer anglo-friesischen Sprachgruppe zusammengefasst. Heute werden Englisch und Friesisch meist gemeinsam mit dem Niedersächsischen des  Niederdeutschen (und manchmal auch mit dem Niederfränkischen der niederländischen Sprache) als nordseegermanische Sprachen eingeordnet. Das genetisch eng mit den friesischen Sprachen verwandte niederdeutsche Sächsisch (Niedersächsisch) hat aber bereits seit altsächsischer Zeit eine andere Entwicklung genommen und viele nordseegermanische Sprachmerkmale eingebüßt.
Mit dem Niederländischen besteht ebenfalls innerhalb des Westgermanischen eine enge Verwandtschaft, zudem stehen die beiden Sprachen seit Jahrhunderten in engem Kontakt, was zu unterschiedlichen gegenseitigen Beeinflussungen führte.
Einen Vergleich verschiedener Wortformen aus friesischen Dialekten und den benachbarten Sprachen Niederländisch, Niedersächsisch, Standard(hoch)deutsch und Dänisch bietet die Liste friesischer Wörter.
In der Provinz Noord-Holland gibt es, nördlich von Amsterdam gelegen zwischen Nordsee und IJsselmeer, eine Region West-Friesland. Sie hat ihren Namen aus historischen Gründen. Dort werden allerdings kein Friesisch, sondern Niederländisch bzw. niederfränkische (holländische) Dialekte gesprochen. Allenfalls gibt es dort ein westfriesisches Substrat, also einen Einfluss des früher dort gesprochenen Friesischen. Auf Niederländisch heißen diese Dialekte West-Fries, während die westfriesische Sprache nur als Fries oder Westerlauwers Fries bezeichnet wird.